# Mihail Kalašnjikov
Mihail Timofejevič Kalašnjikov (rus. Михаи́л Тимофе́евич Кала́шников) (Kurja, 10. studenog 1919. – Iževsk, 23. prosinca 2013.) bio je ruski konstruktor oružja. Njegov najveći izum je jurišna puška AK-47, poznata kao kalašnjikov, koja je najrasprostranjenija puška na svijetu.

## Životopis
Dugo vremena je radio u željeznici gdje je imao priliku savladati mnoge stvari vezane uz mehaniku i metale. Za vrijeme služenja u Crvenoj armiji 1938. dizajnirao je nekoliko inovacija za ruske tenkove. Jedna od inovacija je bio i mehanizam za tenkove koji je brojio broj ispaljenih hitaca.
U listopadu 1941. je teško ranjen u borbi, a odmah nakon toga napušta front.
Godine 1944. uspješno je konstruirao poluautomatsku pušku "Saiga" koja je poslužila kao osnova za novi izum 1946. godine. 
Prva patentirana inačica nove puške napravljena je 1947., pod nazivom AK-47 (Avtomat Kalashnikov '47). Od 1950. se koristi u ruskoj vojsci i ubrzo svijet prepoznaje kvalitetu ove jurišne puške.
Od 1949. Mihail Kalašnjikov živi i radi u Iževsku. Počasnim građaninom njegovog rodnog mjesta Kurja postaje 1980., gdje je postavljena njegova brončana skulptura, a 1987. postaje počasni građanin Iževska, u kojem umire 2013. u 95. godini života.

## Kontroverze oko Kalašnjikova
Mnogi smatraju da je automatska puška Kalašnjikov plagijat prve jurišne puške na svijetu poznatije pod nazivom Sturmgewehr 44 (StG44) kojeg je izumitelj bio čuveni inženjer Hugo Schmeisser. Hugu Schmeissera je sa skupinom njemačkih konstruktora oružja zarobila Crvena armije, te je radio u pogonu gdje je osmišljena AK-47. Ovu činjenicu je tek 2009. godine priznao Mihail Kalašnjikov.

## Galerija slika
- Automatska jurišna puška AK-47
- Prvi pištolj-mitraljez Kalašnjikov
- Mihail Kalašnjikov — poštanska marka Rusije iz 2014. godine
- Dmitrij Medvedev dodjeljuje Kalašnjikovu, za njegov 90-ti rođendan, najviše počasno zvanje Heroja Ruske Federacije
- Kalašnjikova bista u Iževsku